# Gianfranco Viviani
Gianfranco Viviani (Milano, 3 maggio 1937 – Aosta, 29 agosto 2014) è stato un editore e curatore editoriale italiano, noto in particolare per la sua attività di promozione della fantascienza in Italia.

## Biografia
Iniziò l'esperienza editoriale nella Ugo Mursia Editore, uscendone nel 1965, anno in cui fondò l'Editrice Nord. Dopo alcuni anni di sperimentazioni, nel 1970 Viviani decise di consacrare la Nord alla narrativa di fantascienza, inaugurando le fortunate collane Cosmo Oro e Cosmo Argento, affiancato da esperti quali Renato Prinzhofer, Riccardo Valla e in seguito Sandro Pergameno e Piergiorgio Nicolazzini. In particolare nel corso degli anni Settanta Riccardo Valla svolse un ampio ruolo di programmazione e cura editoriale delle collane, corrispondenza con agenzie letterarie e autori, oltre che firmando numerose traduzioni e prefazioni egli stesso.
Nelle collane Cosmo vennero per la prima volta portati in Italia alcuni dei più grandi successi della fantascienza mondiale; la Nord fu la prima casa editrice a portare in Italia Dune di Frank Herbert, che vendette oltre mezzo milione di copie, diventando il best seller della Nord.
Gianfranco Viviani introdusse nel settore una nuova formula di inatteso successo: collane con un formato ibrido fra il libro tascabile e quello tradizionale, destinate sia alle edicole sia alle librerie, e quindi volumi prima cartonati e poi rilegati. Viviani intendeva così avvicinare i lettori di lingua italiana alla fantascienza e, in seguito, al fantasy, due generi in precedenza pressoché assenti nelle librerie. La Nord rimase per oltre trent'anni, fino agli anni duemila, la principale casa editrice specializzata nel settore in Italia, pubblicando nel corso del tempo una trentina di collane.
Gianfranco Viviani, anche al di fuori dell'ambito strettamente editoriale, ebbe un ruolo attivo nel mondo fantascienza, organizzando nel 1980 la Eurocon di Stresa (seconda convention europea in Italia del fandom) e fondando, insieme agli amici scrittori Frederik Pohl e Harry Harrison, la World SF.
Nel 1986 vinse il Premio Italia della Word SF come "personaggio più significativo".
In seguito alla crisi della casa editrice, negli anni novanta, nel 2002 Viviani vendette la Nord al gruppo Longanesi, pur rimanendo nel comitato editoriale. Nel 2005 la Nord passò al Gruppo editoriale Mauri Spagnol, differenziando la sua produzione narrativa e aprendosi a nuovi generi. Lasciata la gestione della casa editrice nella quale non si riconosceva più, nel 2005 Viviani fece il suo ingresso come curatore editoriale e socio della Delos Books, consentendo grazie alla sua esperienza il passaggio della casa editrice alla distribuzione in libreria, inaugurando le collane Odissea Fantascienza, seguita poi da Odissea Fantasy e aprendo al genere dei vampiri.
È scomparso nel 2014 all'età di 77 anni a seguito di un tumore polmonare.